# 红果站
红果站位于中华人民共和国贵州省六盘水市盘州市红果镇，建于1974年，是盘西铁路、水红铁路和威红铁路交汇的一个铁路车站，是贵州西部的铁路枢纽，现办理客货运业务，车站及其上下行区间均已电气化。车站距离沾益站94公里，距六盘水站166公里，距威舍站68公里，车站目前由中国铁路昆明局集团曲靖车务段管辖，是二等站。